# Tanapol Srithong
Tanapol Srithong (thailändisch ธนพล ศรีทอง, * 9. Februar 1991) ist ein thailändischer Fußballspieler.

## Karriere
Tanapol Srithong stand bis Ende 2015 beim Khon Kaen FC in Khon Kaen unter Vertrag. Der Verein aus Khon Kaen, einer Stadt in der Provinz Khon Kaen in der Nordostregion von Thailand, dem Isan, spielte in der dritten Liga, der damaligen Regional League Division 2. 2016 schloss er sich dem neugegründeten Verein Internazionale Pattaya FC in Pattaya an. Nach wenigen Monaten wurde der Verein vom Verband für zwei Jahre gesperrt. Mitte 2016 kehrte er zu seinem ehemaligen Verein Khon Kaen FC zurück. Mit dem Drittligisten wurde er Ende 2017 Meister der Thai League 3 und stieg in die zweite Liga auf. 2019 wechselte er zum ebenfalls in Khon Kaen beheimateten Viertligisten Khon Kaen Mordindang FC. Für den Klub absolvierte er 23 Viertligaspiele. 2020 wurde er vom Zweitligaaufsteiger Khon Kaen United FC aus Khon Kaen unter Vertrag genommen. In der Saison 2020/21 wurde er mit Khon Kaen Tabellenvierter und qualifizierte sich für die Aufstiegsspiele zur ersten Liga. Hier konnte man sich im Endspiel gegen den Nakhon Pathom United FC durchsetzen und stieg somit in die erste Liga auf. Nach 23 Ligaspielen wurde sein Vertrag in Khon Kaen im Sommer 2022 nicht verlängert. Ende August 2023 unterschrieb er einen Vertrag bei seinem ehemaligen Verein Khon Kaen Mordindang FC. Mittlerweile spielt der Verein in der dritten Liga, wo er in der North/Eastern Region antritt.

## Erfolge
Khon Kaen FC
- Thai League 3 – Upper: 2017  ▲